# La Laguna (Parla)
El barrio de La Laguna, o también llamado Laguna Park, es un barrio de la localidad madrileña de Parla situado en la zona norte de la ciudad. 

## Urbanismo

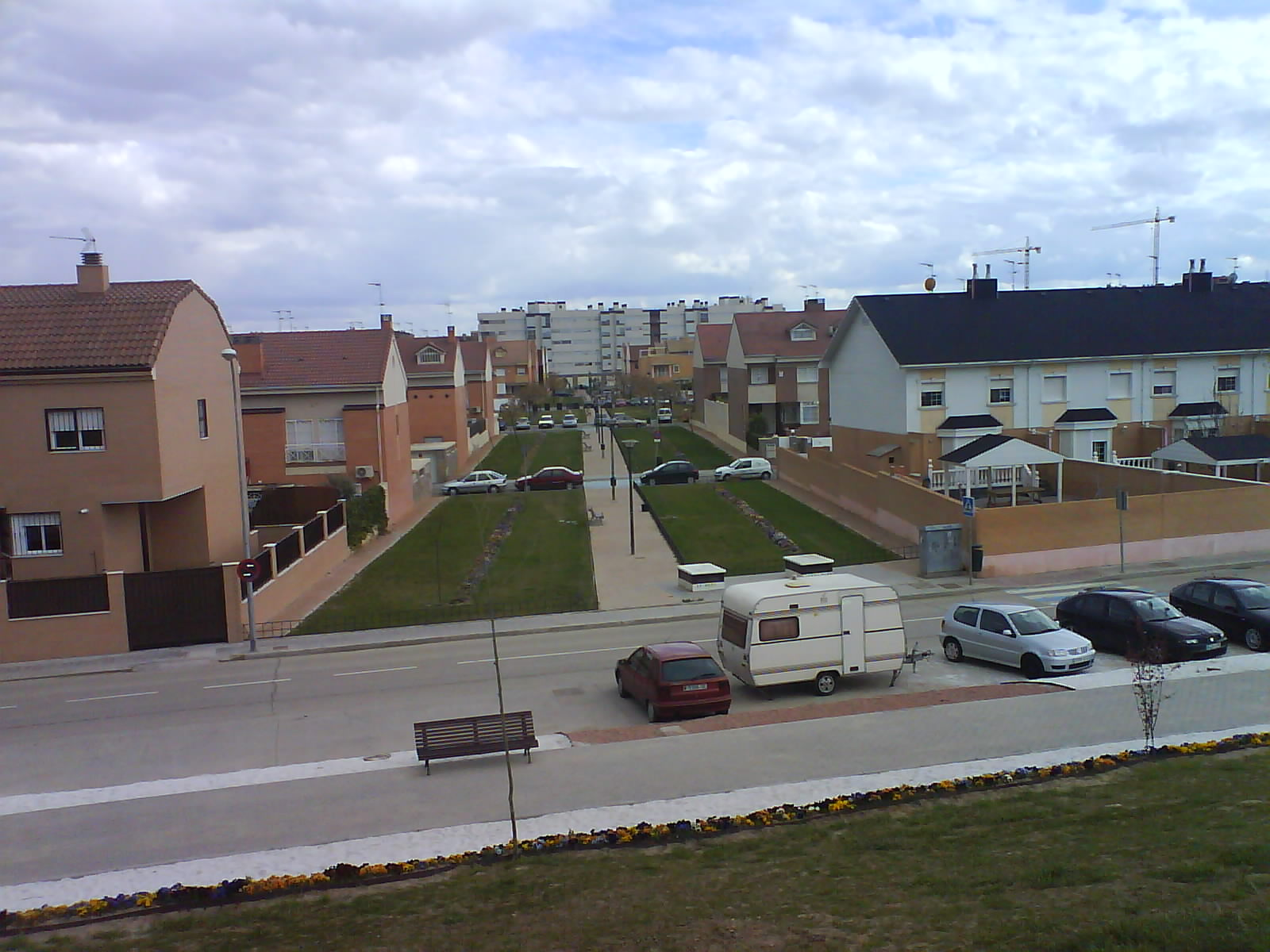
Parque en uno de los interbloques del barrio de La Laguna.

Está constituido mayoritariamente por viviendas unifamiliares, siendo su población a 2009 de unos 7.046 habitantes. Su constitución fue a partir de 1998, siendo unos de los barrios más nuevos de la ciudad de Parla.

### Callejero
El nombre de las calles del barrio de la laguna hace referencia a lagos y lagunas, así la avenida principal es la AV. de las Lagunas. Siendo sus calles las siguientes:
| - Lagos - C/ Lago Azul - C/ Lago Sanabria - C/ Lago de Bañolas - C/ Lagos de Covadonga - C/ Lago Ontario - C/ Lago Victoria - C/ Lago de Michigan - C/ Lago Púrpura - C/ Lago Blanco |  | - Lagunas - C/ Laguna de Peñalara - C/ Lagunas de Ruidera - C/ Laguna Negra - C/ Laguna de San Juan - C/ Laguna de la Jandra - C/ Villa Franca de los Caballeros |

### Parques urbanos
El barrio de la laguna cuenta con algunos parques. Destaca entre otros el parque de la ballena, llamado así porque en un caballón se encuentra el monumento de la cola de la ballena, que según una leyenda urbana vivía una ballena en la antigua laguna que se deseco para crear el barrio. Cuenta con una pequeña charca, área infantil. 
También cuenta con el parque lineal del caballón de la laguna junto a la A42 que separa el barrio de la laguna del parque empresarial (Pau5).

### Centro deportivo
Cuenta con el centro deportivo Supera denominado los lagos, el cual integra gimnasio y piscina climatizada.
Existe un carril bici por el caballón norte conocido como caballón de la Laguna, que conecta el barrio con la zona comercial e industrial en el nuevo Polígono al otro lado de la A42.

## Educación
Entre sus servicios públicos dispone de colegios de primaria e institutos de educación secundaria.

### Escuelas de Educación Infantil
Escuela Infantil El Naranjo

### Colegios Públicos (Infantil y Primaria)
- C.P Los Lagos

### Instituto de Educación Secundaria
- IES La Laguna

## Cultura
Cuenta con el centro cultural Isaac Albéniz que integra dentro de su estructura la escuela municipal de música y danza, así como biblioteca.

## Comunicaciones

### Carreteras
- A 42

### Autobuses

#### Autobuses urbanos
- Línea circular 3

#### Autobuses interurbanos
- línea 471